# Schizaspidia furcifera
Schizaspidia furcifera is een vliesvleugelig insect uit de familie Eucharitidae. De wetenschappelijke naam is voor het eerst geldig gepubliceerd in 1835 door Westwood.